# Trochosaurus
Trochosaurus es un género extinto de terocéfalo.